# Rémi Adiko
Rémi Marcel Adiko (* 15. Januar 1982) ist ein ivorischer ehemaliger Fußballspieler, der zuletzt für Al Ahed im Libanon spielte.

## Karriere
Adiko begann seine Karriere bei mehreren Clubs der Elfenbeinküste, ehe er zu verschiedenen Klubs in ganz Afrika wechselte. Mit dem ES Sétif gewann er unter anderem die Arabische Champions League und die Algerische Meisterschaft. Nach Stationen im Sudan und in Bahrain wechselte er zuletzt zu Al Ahed in den Libanon, mit denen er die Libanesische Premier League gewann. Seit seinem Vertragsende ist er vereinslos.

## Erfolge
- Sieger der Arabischen Champions League 2007 und 2008 mit ES Sétif
- Algerischer Meister 2007 und 2009 mit ES Sétif
- Libanesische Premier League 2015 mit Al Ahed